# تشيفيتاكانا
تشيفيتاكانا (بالإيطالية: Civitaquana)‏ هي بلدية في مقاطعة بسكارا في إقليم أبروتسو الإيطالي.

## السكان
في سنة 1861 بلغ عدد السكان 2٬290 نسمة، وتطور العدد ليصل في سنة 2018 لـ 1٬231 نسمة.
يظهر هذا المخطط البياني تطور النمو السكاني لـ تشيفيتاكانا